# Bren
Bren (Brno Enfield) — серия британских ручных пулемётов, модификация чехословацкого пулемёта ZB-26.

## История
Ручной пулемёт Bren был разработан в начале 1930-х годов и использовался в британской армии в различных ролях до 1992 года. Хотя он оснащён сошкой, он также мог быть установлен на треногу или смонтирован на транспортном средстве.
Bren был лицензионной версией чехословацкого ручного пулемёта ZGB 33, который, в свою очередь, был модифицированной версией ZB vz. 26, которые представители британской армии испытали во время конкурса по обслуживанию огнестрельного оружия в 1930-х годах. У более позднего Bren был характерный изогнутый магазин, конический пламегаситель и быстросменный ствол. Название Bren произошло от Брно (чехословацкого города в Моравии, где Zb vz. 26 был спроектирован на заводе Zbrojovka Brno) и Энфилда (на территории которого располагался Британский королевский завод стрелкового оружия). Конструктором был Вацлав Холек, изобретатель оружия и инженер-конструктор.
Являлся основным типом ручного пулемёта британских войск и сил Содружества во время Второй мировой войны.
После подписания 4 апреля 1949 года Североатлантического договора Великобритания вошла в состав военно-политического блока НАТО и приняла на себя обязательства по стандартизации вооружения и военной техники с другими странами НАТО. В 1954 году в качестве единого винтовочно-пулемётного патрона стран НАТО был официально утверждён патрон 7,62 × 51 мм НАТО. В дальнейшем, многие ранее выпущенные 7,71-мм пулемёты Bren были переделаны под единый патрон 7,62 × 51 мм и модифицированы для питания из магазина для винтовки L1, данные модели были приняты на вооружение как L4. 
В свою очередь L4 был заменён в британской армии единым пулемётом L7, более тяжёлым оружием с ленточным питанием. В 1980-х годах на вооружение стали поступать ручные пулемёты L86 под малоимпульсный патрон 5,56 × 45 мм, в результате чего Bren использовался только на турелях на некоторых автомобилях. Bren всё ещё производится на индийском оборонном предприятии Indian Ordnance Factories под обозначением «Gun, Machine 7.62mm 1B».

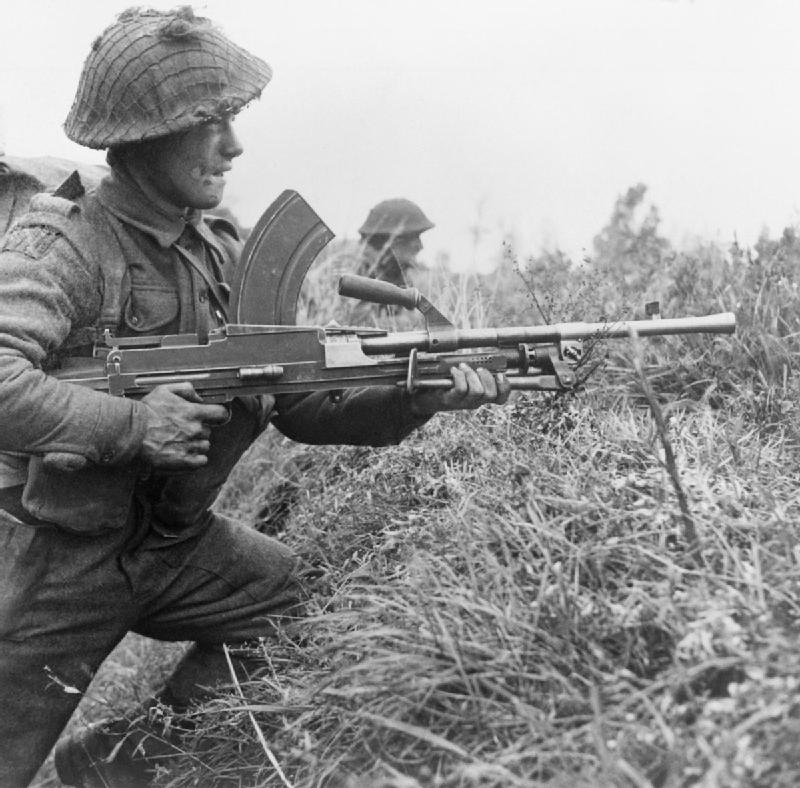
Солдат шотландского королевского полка с Бреном в Нидерландах

Bren использовался в британской армии как ручной пулемёт пехотного отделения. Роль же станкового пулемёта отводилась пулемётам «Виккерс» с водяным охлаждением — времён Первой мировой войны.
Пулемёты показали хорошие эксплуатационные характеристики в различных климатических условиях — от суровых зим Норвегии, до жаркого района Персидского залива.

## Система
Автоматика пулемёта Bren Mk1 работает за счёт отвода части пороховых газов из канала ствола при длинном ходе поршня. Ударно-спусковой механизм позволяет ведение автоматического и одиночного огня. Газоотводный механизм имеет регулировку величины отверстия канала. Канал ствола при выстреле запирается перекосом затвора вверх.
Прицел диоптрический, секторного типа. На правой стороне ствольной коробки расположена рукоятка взведения затвора. На левой стороне расположен флажок предохранителя. При перегреве ствол можно заменить на запасной. Для избежания ожогов рук стрелка при его замене, в средней части ствола имеется деревянная ручка. Она также служила ручкой для переноса пулемёта.

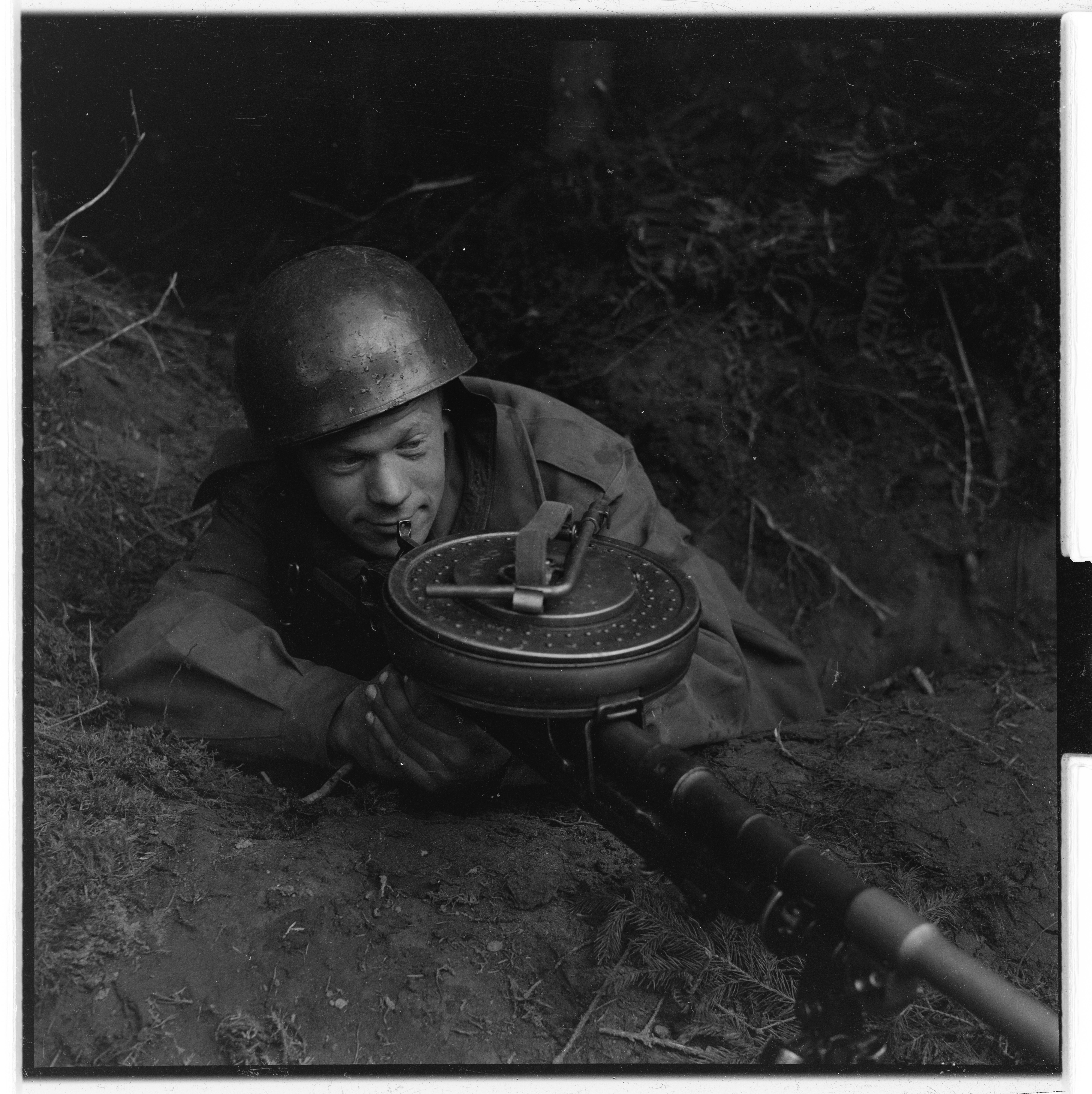
Bren с дисковым магазином. Норвежский пулемётчик из "Немецкой бригады" на учении NATO на севере Германии в 1952 году

### Питание
Питание пулемёта осуществляется патронами из магазинов: коробчатого на 30 и дискового на 100 патронов, обычно коробчатый магазин заряжали только 28 патронами, причиной была жёсткая пружина. Конструкторам удалось создать магазин с двухрядным расположением патронов, что является достаточно необычным для патронов с выступающей закраиной, к типу которых принадлежал использовавшийся Бреном .303 British.
Магазин крепился сверху ствольной коробки, при снятом магазине окно приёмника закрывалось сдвижной крышкой, которая фиксировалась защёлкой магазина. Защёлка магазина расположена за приёмником магазина.

### TTX
| вариант                            | Mk I               | Mk II              | Mk III             | Mk IV              | Bren (китайский) | L4              |
| Патрон                             | .303 (7,7×56 мм R) | .303 (7,7×56 мм R) | .303 (7,7×56 мм R) | .303 (7,7×56 мм R) | 7,92×57 мм       | 7,62×51 мм НАТО |
| Длина, мм:                         | 1156               | 1156               | 1153               | 1153               | ?                | ?               |
| Длина ствола, мм:                  | 635                | 635                | 572                | 572                | ?                | ?               |
| Масса (без магазина), кг:          | 8,68               | 8,68               | ?                  | ?                  | ?                | ?               |
| Темп стрельбы, выстрелов в минуту: | 500                | 540                | 480                | 520                | ?                | ?               |
| Начальная скорость пули, м/с:      | 731                | 731                | ?                  | ?                  | ?                | ?               |

## Сравнительные характеристики различных образцов
| Вариант | Описание |
| ------- | --- |
| Mark 1  | На вооружение британских войск BREN Mk1 был принят 8 августа 1938 года. Патрон: .303 British                                                                                          |
| Mark 2  | На вооружении британских войск с 1941 года. Упрощенная модель Mk1. |
| Mark 3  | Более короткий и более лёгкий Bren, особенностью которого был более короткий ствол оружия. Принят в 1944 году для войны в Азии и для парашютистов. Этот вариант был переделан из Mk1. |
| Mark 4  | Этот вариант был переделан из Mk2 в Mk3 |
| L4A1    | после стандартизации патрона 7,62×51 мм, значительное количество BREN .303 переделано под патрон 7,62×51 мм                                                                           |
| L4A2    | Брен Mk III переделан под патрон 7,62×51 мм с лёгкими сошками |
| L4A3    | Брен Mk II переделан под 7,62×51 мм |
| L4A4    | L4A1 Вариант с хромированным или обыкновенным стволом |
| L4A5    | Брен Mk III переделан под 7,62×51 мм с обыкновенным стволом для Королевского ВМФ |
| L4A6    | L4A1 Вариант с хромированным стволом оружия |
| L4A9    | Брен переделан для включения в транспортные средства |

## Пользователи

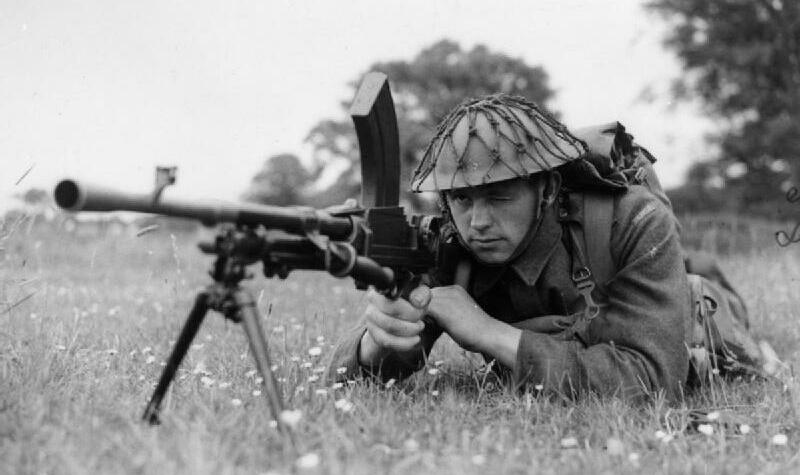
солдат норвежской бригады с пулемётом Bren на учениях (27 июня 1941)

- Алжир: Фронт национального освобождения передано 500 БРЕНов из Египта[5]
- Австралия: применялся во время Второй Мировой и Корейской войны и в ходе индонезийско — малайзийской конфронтации (как L4A4).[6]
- Бангладеш[7]
- Барбадос[7]
- Белиз[7]
- Бельгия: использовался после войны[8]
- Биафра[9]
- Ботсвана[7]
- Болгария: получены переделанные чехами БРЕНы под патрон 8 × 56 мм R, в армии получили обозначение kartěnice 39[10]
- Канада[11]
- Чад: применялось повстанческим движением ФРОЛИНА[12]
- ЦАР: используется жандармерией и Республиканской Гвардией.[13][14]
- Хорватия: Версия Mark 2 использовалась во время войны в Хорватии.[15]
- КНР: Большое количество пулемётов было захвачено у гоминьдановцев. Применялся во время войны в Корее.[16] Часть была переделана под советский патрон 7.62x39. Они использовали магазины от автоматов Калашникова.[17]
- Китайская республика: Использовался Национально-революционной армией[18], около 43,000 пулемётов под патрон 7,92 × 57 мм было произведено фирмой John Inglis and Company в Канаде.[19]
- Китайская Республика (Тайвань): Под маркой Тип 41 производилась версия Bren Mk II под американский патрон .30-06 Springfield (1952).[20][17]
- Демократическая республика Конго:[7]
- Республика Кипр[21][22]
- Дания: после войны[23]
- Египет[24]
- Франция
  - : Состоял на вооружении Свободных французских сил и Сопротивлением.[25][26]
  - : Трофейные БРЕНы состояли на вооружении Французской милиции.[27]
  -  Французский Дальневосточный экспедиционный корпус[28]
- Гамбия[7]
- Гана[7]
- Греция[29][30]
- Гренада[31]
- Гайана[7]
- Индия: первые пулемёты оказались на вооружении британских войск на территории Индии в то время, когда страна являлась британской колонией; после раздела Британской Индии в 1947 году они остались на вооружении. Производились заводом Ordnance Factories Board[3][7] Закончил службу в индийской армии в 2012.[32]
- Индонезия[33][34]
- Ирландия: Силы обороны Ирландии, заменён FN MAG в 1960-х.[35]
- : Использовался во время первой арабо-израильской войны и некоторое время после Хаганой и ЦАХАЛ. Снят с вооружения после Суэцкого кризиса.[36]
- Италия: Сбрасывались с самолётов для Сопротивления и передавались частям итальянской армии, воевавшим на стороне Союзников. После войны пулемёты оставались на вооружении итальянской армии.[37] Так же применялся итальянской полицией в версии под патрон .30-06.[17]
- Ямайка[32]
- Япония: Трофеи.[38][39]
- Иордания: Арабский легион[40]
- Кения[7] - пулемёты находились на вооружении британских войск в период, когда страна являлась британской колонией; после начала восстания мау-мау положение в колонии осложнилось, в октябре 1952 года власти ввели чрезвычайное положение, после чего из Великобритании в Кению начались поставки крупных партий стрелкового оружия (в том числе, дополнительное количество пулемётов Bren)[41]. После предоставления независимости в декабре 1963 года остались на территории страны.
- КНДР[42]
- Лесото[7]
- Королевство Ливия[43]
- Люксембург[источник не указан 716 дней]
- Малайзия[44]
- Мьянма[45]
- Маврикий[7]
- Нацистская Германия: трофейные пулемёты[46] под обозначением 7.7 mm Leichtes MG 138(e)[35]
- Непал:[7] Bren L4[47]
- Нидерланды: после войны[48]
- Новая Зеландия: во время войны и модель L4 после[49]
- Нигерия[50]
- Норвегия: первые пулемёты поступили на вооружение эвакуированных в Великобританию норвежских подразделений во время второй мировой войны, остались на вооружении после войны[51]
- Пакистан[32]
- Папуа - Новая Гвинея[52]
- Польша: Применялся польской армией на Западе[53] во время Второй Мировой войны.
- Португалия: Под обозначением m/43[54]
- Родезия[55]
- Сейшельские Острова[7]
- Сьерра-Леоне[56]
- Южно-Африканский Союз[57]
- Шри-Ланка: Состоял на вооружении Сил обороны Цейлона во время Второй мировой[58] и затем применялся армией Шри-Ланки до конца 1970-х.[источник не указан 716 дней]
- Суринам[7]
- Свазиленд[7]
- Танзания[59]
- Тибет: 294 пулемёта были переданы тибетской армии в 1950.[60]
- Тонга[7][61]
- Тринидад и Тобаго[7]
- Уганда[7]
- Великобритания: Британские войска, силы Содружества а также кадеты до принятия на вооружение L98 Cadet Rifle
- Государство Вьетнам[28]
- Вьетнам: использовался Вьетминем[62]
- Южный Йемен[63]
- СССР: Поставлялся Великобританией по программе Lend-Lease.[64]
- : Югославские партизаны и Четники[65][66]; часть оставалась на складах до Югославских войн в 1990-х[источник не указан 716 дней]
- Зимбабве[7]

## Галерея

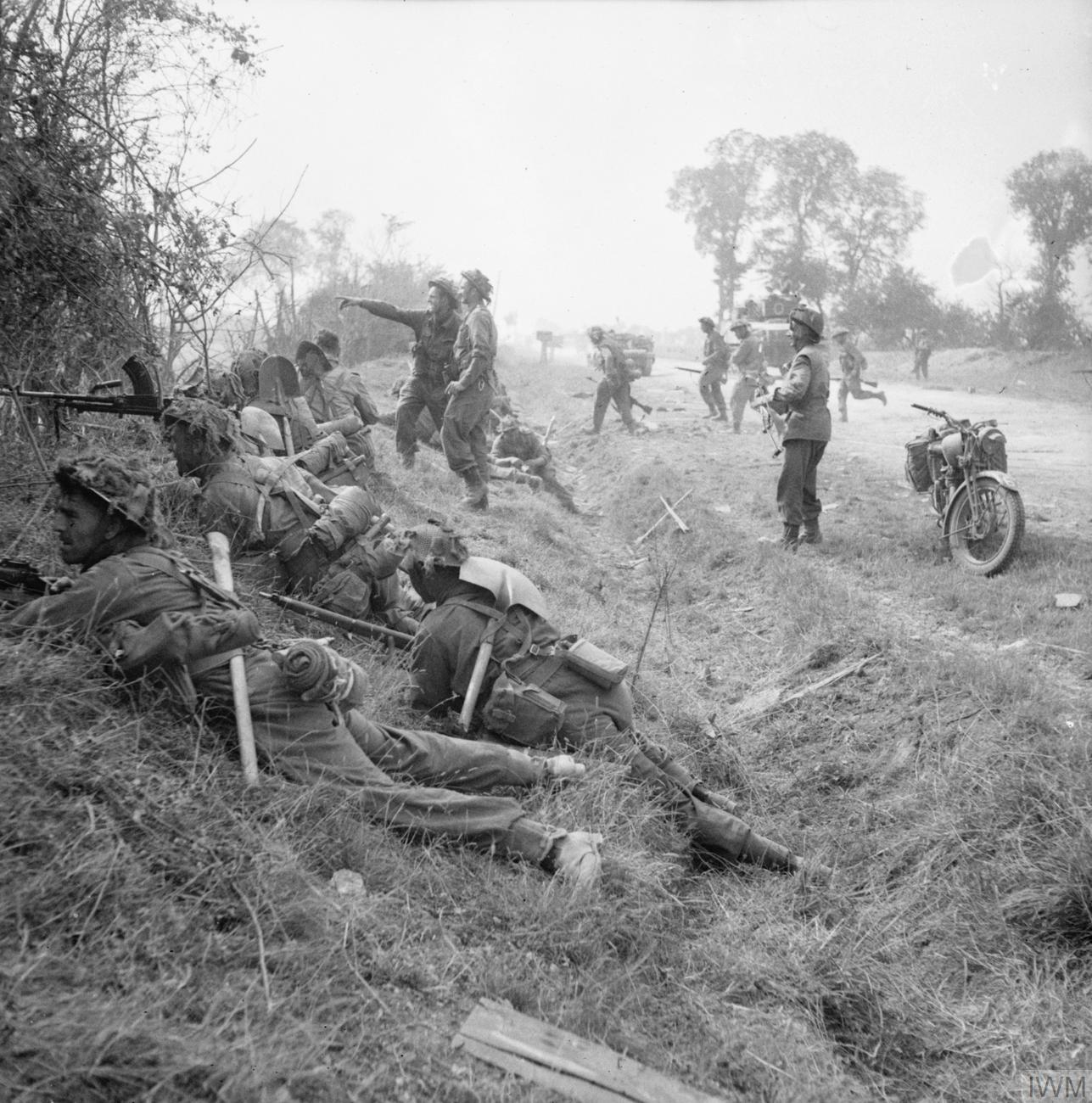
Валлийские гвардейцы с пулемётом Bren у Каньи, июль 1944.
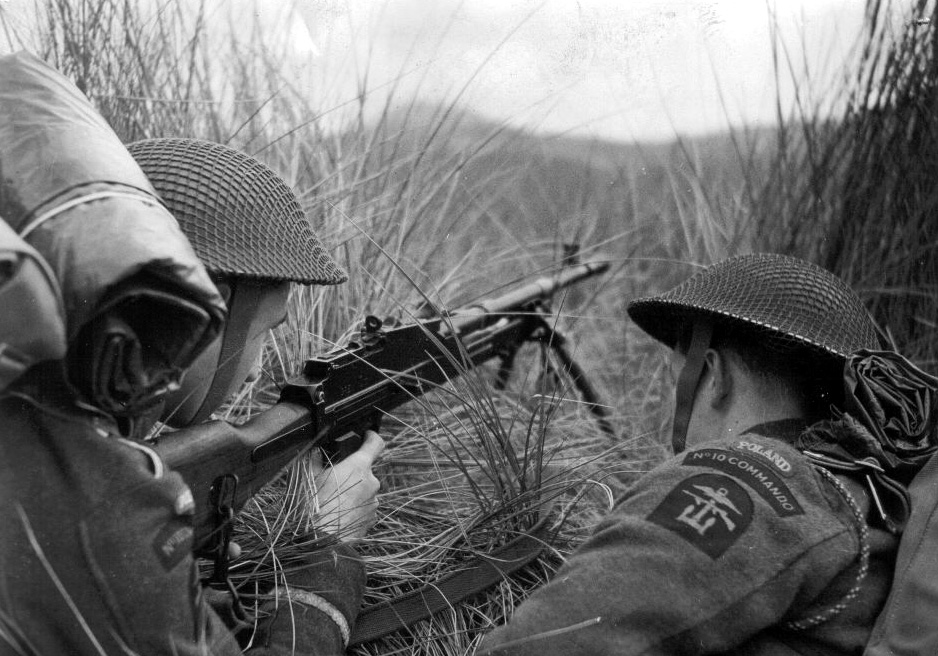
Польские коммандос с пулемётом Bren (без магазина) на учениях в Шотландии (1943)
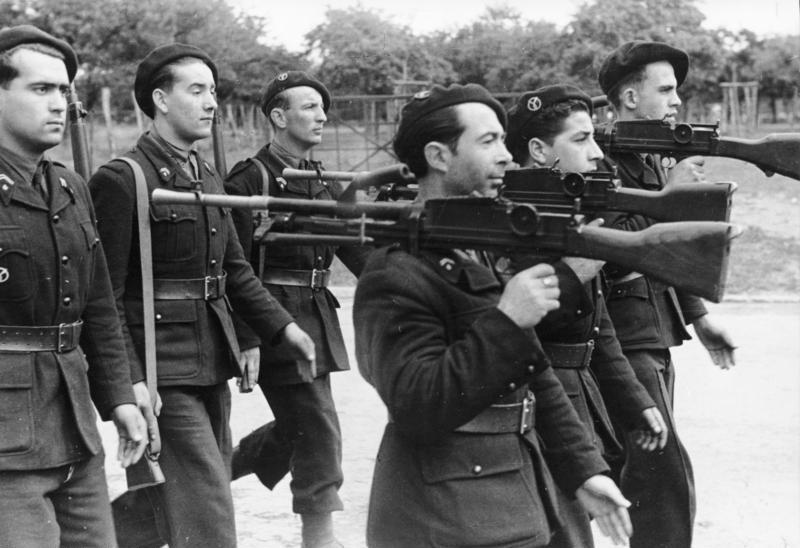
Члены Французской милиции с трофейными пулемётами Bren.
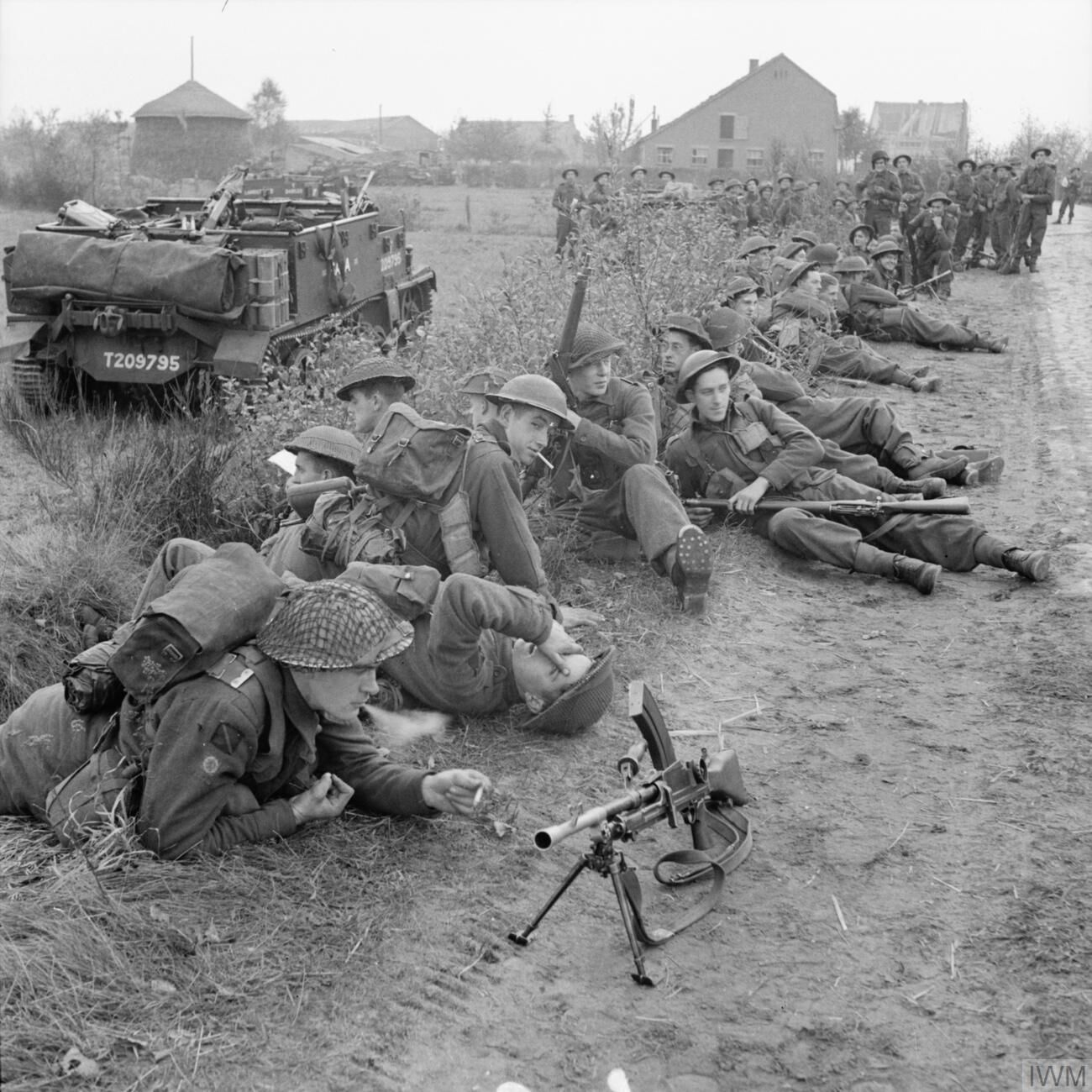
Английские солдаты и Bren у Тилбурга, октябрь 1944
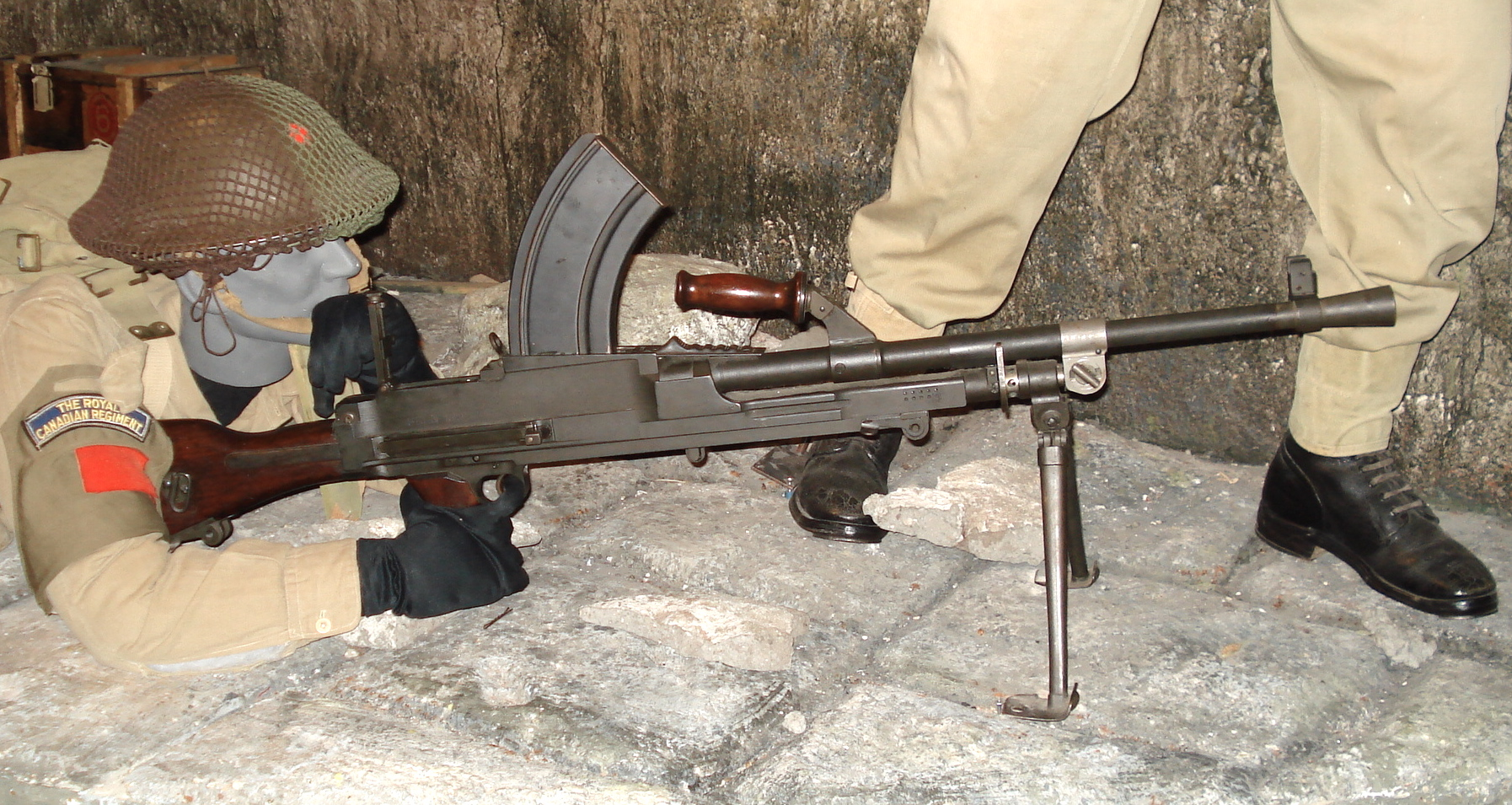
Bren в канадском музее
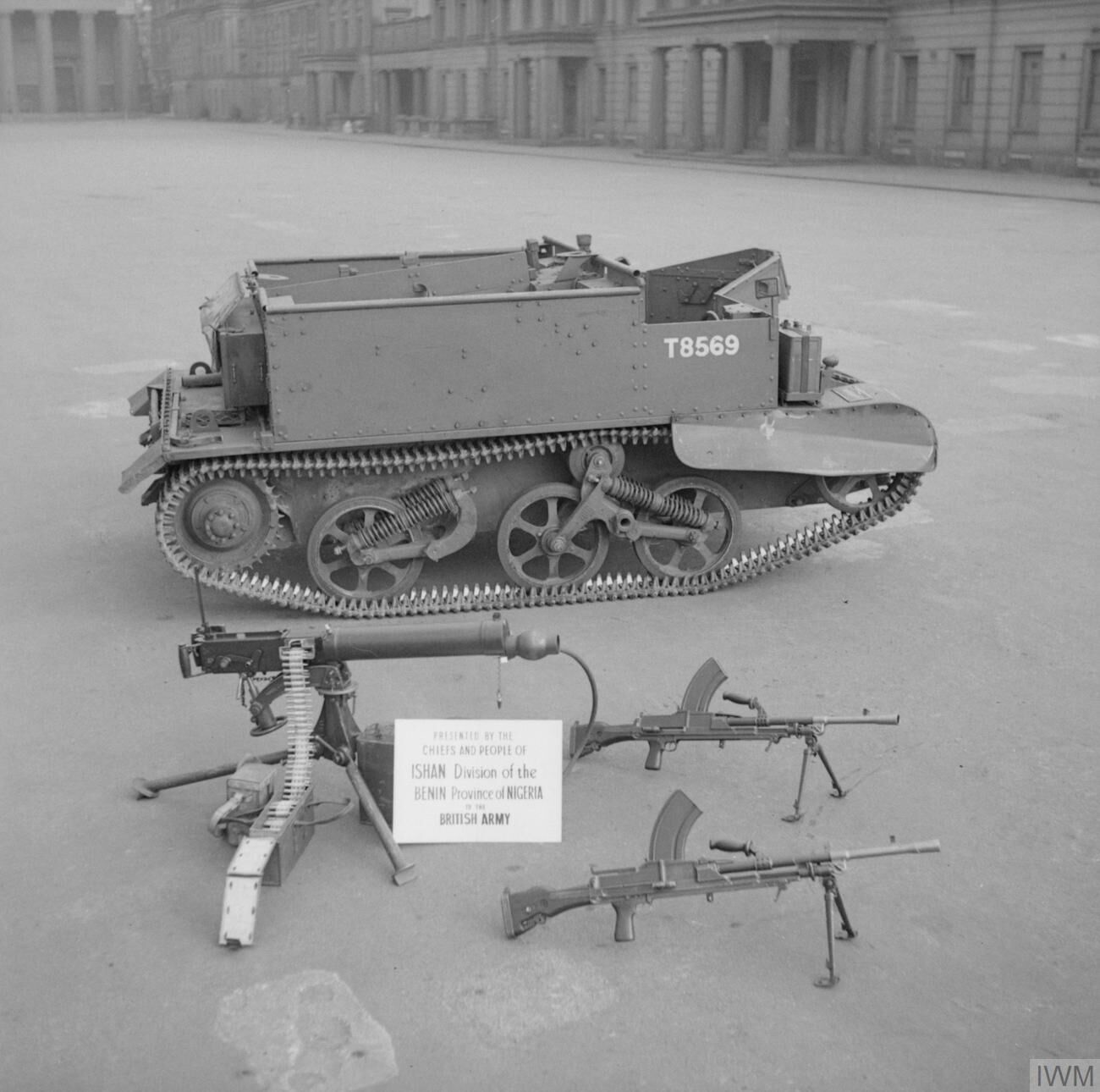
Universal Carrier
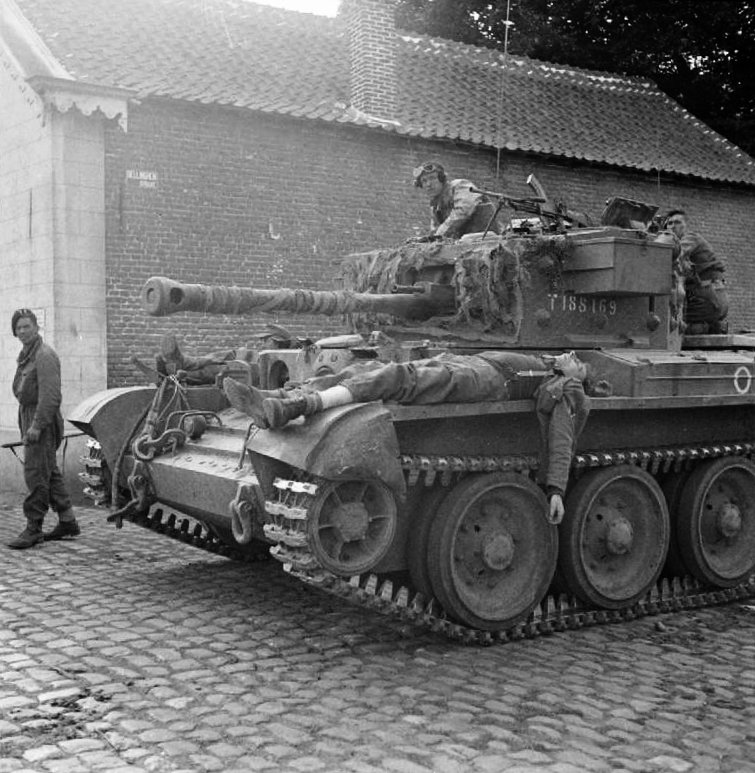
Пулемёт Bren на башне танка Кромвель с погруженными на танк ранеными немецкими солдатами, 3 сентября 1944.